# Норвегія на літніх Олімпійських іграх 1928
Норвегія на літніх Олімпійських іграх 1928 року, які проходили у нідерландському місті Амстердам, була представлена 52 спортсменами (усі чоловіки) у 9 видах спорту: легка атлетика, бокс, велоспорт, кінний спорт, фехтування, вітрильний спорт, плавання, боротьба та мистецькі змагання. Прапороносцем на церемонії відкриття Олімпійських ігор був легкоатлет Кетіл Аскільт.
Норвегія вшосте взяла участь у літній Олімпіаді. Норвезькі спортсмени вибороли 4 медалі: 1 золоту, 2 срібних та 1 бронзову. Олімпійська збірна Норвегії посіла 19-те загальнокомандне місце.

## Медалісти
| Медаль | Призери                                     | Вид спорту       | Дисципліна              |
| ------ | ------------------------------------------- | ---------------- | ----------------------- |
| Золото | Олаф V, Йоган Анкер, Ерік Анкер, Гокон Брюн | Вітрильний спорт | клас 6 метрів           |
| Срібло | Евген Йогансен, Артур Квіст, Б'ярт Ордінг   | Кінний спорт     | командне триборство     |
| Срібло | Генрік Роберт                               | Вітрильний спорт | 12-футовий човен        |
| Бронза | Олаф Сунде                                  | Легка атлетика   | метання списа, чоловіки |

## Бокс
| Спортсмен      | Дисципліна    | 1/32 фіналу    | 1/16 фіналу          | Чвертьфінал              | Півфінал          | Фінал          | Фінал      |            |
| Спортсмен      | Дисципліна    | Противник Бали | Противник Бали       | Противник Бали           | Противник Бали    | Противник Бали | Місце      |            |
| -------------- | ------------- | -------------- | -------------------- | ------------------------ | ----------------- | -------------- | ---------- | ---------- |
| Олаф Нільсен   | до 50,8 кг    | Bye            | Бадді Лебанон (RSA)L | Не пройшов               | Не пройшов        | Не пройшов     | Не пройшов |            |
| Сверре Серсдал | понад 79,4 кг | Н/Д            | Bye                  | Александр Калечіц (USA)W | Нільс Рамм (SWE)L | Не пройшов     | Не пройшов | Не пройшов |

## Боротьба
Вільна боротьба
| Спортсмен      | Дисципліна | 1/16               | Чвертьфінал         | Півфінал           | Бій за 3 місце      | Бій за 2 місце     | Фінал                | Фінал |
| Спортсмен      | Дисципліна | Суперник Результат | Суперник Результат  | Суперник Результат | Суперник Результат  | Суперник Результат | Суперник Результат   | Місце |
| -------------- | ---------- | ------------------ | ------------------- | ------------------ | ------------------- | ------------------ | -------------------- | ----- |
| Артур Норд     | до 61 кг   | Bye                | Ганс Міндер (SUI) L | не пройшов         | не пройшов          | не пройшов         | не пройшов           | 5     |
| Біргір Нільсен | до 65 кг   | Bye                | Жан Смет (BEL) W    | Ганс Молле (SUI) W | Шарль Паком (FRA) L | Ейно Лейно (FIN) L | Освальд Кяпп (EST) L | 4     |

Греко-римська боротьба
| Спортсмен      | Дисципліна | Раунд 1                     | Раунд 2                | Раунд 3                   | Раунд 4            | Раунд 5            | Раунд 6            | Раунд 6 |
| Спортсмен      | Дисципліна | Суперник Результат          | Суперник Результат     | Суперник Результат        | Суперник Результат | Суперник Результат | Суперник Результат | Місце   |
| -------------- | ---------- | --------------------------- | ---------------------- | ------------------------- | ------------------ | ------------------ | ------------------ | ------- |
| Свен Мартінсен | до 58 кг   | Дьюла Сабо (YUG) W          | Едьон Зомборі (HUN) L  | Курт Лойхт (GER) L        | не пройшов         | не пройшов         | не пройшов         | 11      |
| Мартін Егеберг | до 62 кг   | Францішек Краточвіл (TCH) L | Жак Діллен (BEL) L     | не пройшов                | не пройшов         | не пройшов         | не пройшов         | 14      |
| Карл Педерсен  | до 67,5 кг | Bye                         | Лайош Керестеш (HUN) L | Едвард Вестерлунд (FIN) L | не пройшов         | не пройшов         | не пройшов         | 10      |
| Альфред Ларсен | до 75 кг   | Енріко Бонассін (ITA) L     | Альберт Кузнец (EST) L | не пройшов                | не пройшов         | не пройшов         | не пройшов         | 13      |
| Роберт Гапсет  | до 82,5 кг | Йоган Гейм (NED) W          | Адольф Рігер (GER) L   | Ейнар Гансен (DEN) L      | не пройшов         | не пройшов         | не пройшов         | 9       |

## Велоспорт
Шосейна гонка
| Спортсмен           | Дисципліна                       | Час          | Місце        |
| ------------------- | -------------------------------- | ------------ | ------------ |
| Густав Крістіансен  | групова шосейна гонка (чоловіки) | 5:23:14      | 35           |
| Карл Гансен         | групова шосейна гонка (чоловіки) | 5:30:33      | 43           |
| Рагнвальд Мартінсен | групова шосейна гонка (чоловіки) | не фінішував | не фінішував |
| Рейдар Раен         | групова шосейна гонка (чоловіки) | не фінішував | не фінішував |

## Вітрильний спорт
| Спортсмен                                                                       | Дисципліна       | Заплив | Заплив | Заплив | Заплив | Заплив | Заплив | Заплив | Заплив | Сума балів | Місце |
| Спортсмен                                                                       | Дисципліна       | 1      | 2      | 3      | 4      | 5      | 6      | 7      | 8      | Сума балів | Місце |
| ------------------------------------------------------------------------------- | ---------------- | ------ | ------ | ------ | ------ | ------ | ------ | ------ | ------ | ---------- | ----- |
| Генрік Роберт                                                                   | 12-футовий човен | 1      | 5      | 3      | 1      | 2      | 1      | 4      | 3      | 12         | 2     |
| Олаф V, Йоган Анкер, Ерік Анкер, Гокон Брюн                                     | клас 6 метрів    | 1      | 1      | 12     | 1      | 2      | 2      | 7      | Н/Д    |            | 1     |
| Бернгард Лунд Гальфден Гансен Магнус Конов Єнс Сальвесен Вільгельм Вільгельмсен | клас 8 метрів    | 2      | 8      | 6      | 7      | 3      | 5      |        | Н/Д    |            | 4     |

## Кінний спорт
| Спортсмен                                | Кінь                     | Дисципліна               | Бали                | Місце |
| ---------------------------------------- | ------------------------ | ------------------------ | ------------------- | ----- |
| Поль Мішеле                              | Бенуе                    | індивідуальна виїздка    | 170.78              | 26    |
| Б'ярт Ордінг                             | Анд Овер                 | індивідуальне триборство | 1912.98             | 6     |
| Артур Квіст                              | Гідальго                 | індивідуальне триборство | 1895.14             | 8     |
| Евген Йогансен                           | Бебі                     | індивідуальне триборство | 1587.56             | 27    |
| Б'ярт Ордінг Артур Квіст Евген Йогансен  | Анд Овер Гідальго Бебі   | командне триборство      | 5395.68             | 2     |
| Кнут Гіслер                              | Санс Пор                 | індивідуальний конкур    | 1:38 (+6 штрафних)  | 22    |
| Антон Клавенесс                          | Баррабас                 | індивідуальний конкур    | 1:35 (+12 штрафних) | 32    |
| Б'ярт Ордінг                             | Фрам І                   | індивідуальний конкур    | 1:30 (+16 штрафних) | 36    |
| Кнут Гіслер Антон Клавенесс Б'ярт Ордінг | Санс Пор Баррабас Фрам І | командний конкур         |                     | 11    |

## Легка атлетика
Шосейні дисципліни
| Спортсмен        | Дисципліна        | Попередній раунд | Попередній раунд | Півфінал  | Півфінал | Фінал      | Фінал      |
| Спортсмен        | Дисципліна        | Результат        | Місце            | Результат | Місце    | Результат  | Місце      |
| ---------------- | ----------------- | ---------------- | ---------------- | --------- | -------- | ---------- | ---------- |
| Олаф Странд      | 800 м, чоловіки   | 2:03.8           | 3 Q              | 1:59.9    | 8        | не пройшов | не пройшов |
| Рейдар Йоргенсен | 1500 м, чоловіки  | N/A              | N/A              | 4:01.6    | 5        | не пройшов | не пройшов |
| Йоган Стеа       | марафон, чоловіки | N/A              | N/A              | N/A       | N/A      | 2:54:15    | 36         |

Польові дисципліни
| Спортсмен         | Дисципліна        | Кваліфікаційний раунд | Кваліфікаційний раунд | Фінал        | Фінал        |
| Спортсмен         | Дисципліна        | Відстань              | Місце                 | Відстань     | Місце        |
| ----------------- | ----------------- | --------------------- | --------------------- | ------------ | ------------ |
| Ерлінг Аастад     | стрибки у довжину | 7,07                  | 14                    | не пройшов   | не пройшов   |
| Арільд Лент       | стрибки у довжину | 6,60                  | 31                    | не пройшов   | не пройшов   |
| Арільд Лент       | потрійний стрибок | 13.39                 | 21                    | не пройшов   | не пройшов   |
| Оскар Мідтлінг    | стрибки у висоту  | 1.77                  | 19                    | не пройшов   | не пройшов   |
| Ейнар Томмельстад | стрибки у висоту  | 1.83                  | 1Q                    | 1.84         | 11           |
| Йоган Трандем     | штовхання ядра    | 13.40                 | 13                    | не пройшов   | не пройшов   |
| Кетіль Аскільт    | метання диска     | 42.57                 | 13                    | не пройшов   | не пройшов   |
| Йоган Трандем     | метання диска     | 43.97                 | 8                     | не пройшов   | не пройшов   |
| Гаральд Стенеруд  | метання диска     | 44.82                 | 4                     | 45.80        | 4            |
| Олаф Сунде        | метання списа     | 63.97                 | 3                     | 63.97        | 3            |
| Гаральд Стенеруд  | метання молота    | 41.06                 | 16                    | не пройшов   | не пройшов   |
| Гуннар Фредріксен | десятиборство     |                       |                       | не фінішував | не фінішував |
| Гуннар Гаген      | десятиборство     |                       |                       | не фінішував | не фінішував |

## Мистецькі змагання
В архітектурних змагання взяв участь Оле Сверре, в музичних змагання — композитор Маріус Ульфрстад.

## Плавання
| Спортсмен  | Дисципліна                     | Гіт    | Гіт   | Півфінал   | Півфінал | Фінал      | Фінал      |
| Спортсмен  | Дисципліна                     | Час    | Місце | Час        | Місце    | Час        | Місце      |
| ---------- | ------------------------------ | ------ | ----- | ---------- | -------- | ---------- | ---------- |
| Кнут Олсен | 100 м вільним стилем, чоловіки | 1:05.0 | 2 Q   | нема даних | 4        | не пройшов | не пройшов |

## Фехтування
| Спортсмен                                                   | Дисципліна                     | Раунд 1 | Раунд 1 | Раунд 2    | Раунд 2    | Півфінал   | Півфінал   | Фінал      | Фінал      |
| Спортсмен                                                   | Дисципліна                     | Перемог | Місце   | Перемог    | Місце      | Перемог    | Місце      | Перемог    | Місце      |
| ----------------------------------------------------------- | ------------------------------ | ------- | ------- | ---------- | ---------- | ---------- | ---------- | ---------- | ---------- |
| Сігурд Акре-Аас                                             | індивідуальна шпага, чоловіки  | 1       | 9       | Н/Д        | Н/Д        | не пройшов | не пройшов | не пройшов | не пройшов |
| Рауль Гейде                                                 | індивідуальна шпага, чоловіки  | 4       | 7       | Н/Д        | Н/Д        | не пройшов | не пройшов | не пройшов | не пройшов |
| Фрітьоф Лоренцен                                            | індивідуальна шпага, чоловіки  | 1       | 10      | Н/Д        | Н/Д        | не пройшов | не пройшов | не пройшов | не пройшов |
| Сігурд Акре-Аас Рауль Гейде Фрітьоф Лоренцен Якоб Бергсланд | командна шпага, чоловіки       | 1       | 2Q      | 0          | 3          | не пройшли | не пройшли | не пройшли | не пройшли |
| Йоган Фалкенберг                                            | індивідуальна рапіра, чоловіки | 2       | 4       | Н/Д        | Н/Д        | не пройшов | не пройшов | не пройшов | не пройшов |
| Фрітьоф Лоренцен                                            | індивідуальна рапіра, чоловіки | 2       | 5       | Н/Д        | Н/Д        | не пройшов | не пройшов | не пройшов | не пройшов |
| Якоб Бергсланд                                              | індивідуальна рапіра, чоловіки | 2       | 5       | Н/Д        | Н/Д        | не пройшов | не пройшов | не пройшов | не пройшов |
| Якоб Бергсланд Фрітьоф Лоренцен Сігурд Акре-Аас             | командна рапіра, чоловіки      | 0       | 4       | не пройшли | не пройшли | не пройшли | не пройшли | не пройшли | не пройшли |
| Сігурд Акре-Аас                                             | індивідуальна шабля, чоловіки  | 1       | 4       | Н/Д        | Н/Д        | не пройшов | не пройшов | не пройшов | не пройшов |